# Massimo Adinolfi
Massimo Adinolfi (Salerno, 19 luglio 1967) è un filosofo, giornalista e saggista italiano, professore ordinario di Filosofia teoretica all Università degli Studi di Napoli Federico II.

## Biografia
Figlio dello scacchista Renato Adinolfi, è stato editorialista di Il Mattino, Il Messaggero Il Riformista e La Stampa; ha scritto anche su HuffPost e Il Foglio. Attualmente, è editorialista de La Repubblica.
Dal 2015 al 2017 è stato consigliere del Ministro della Giustizia Andrea Orlando.
Direttore, con Vincenzo Vitiello e Enrica Lisciani Petrini, della rivista semestrale di filosofia Il Pensiero, dal 2022 è curatore del Campania Libri Festival – Fiera dell’Editoria, che si svolge ogni anno al Palazzo Reale di Napoli. Dal novembre 2024 è stato chiamato dal direttore Mario Orfeo a scrivere editoriali su La Repubblica.

## Opere
- La deduzione trascendentale e il problema della finitezza in Kant (1994)
- La scena di Pascal. Politica, filosofia e barocco (2002)
- Ermeneutica della comunicazione (2012)
- Continuare Spinoza. Un’esercitazione filosofica (2012)
- Hanno tutti ragione? Post-verità, fake news, Big Data e democrazia (2019)
- Qui accanto. Movimenti del pensiero (2020)
- Problemi Magnifici. Gli scacchi, la vita e l’animo umano (2022)